# Cladostigma dioicum
Cladostigma es un género monotípico de plantas fanerógamas perteneciente a la familia de las convolvuláceas. Su única especie, Cladostigma dioicum, es originaria de Etiopía. 

## Descripción
Es un arbusto erecto, que alcanza un tamaño de 0,5-2 m de altura; con ramas densamente pubescentes. Hojas alternas, pubescentes en ambos lados; las láminas elípticas a ovadas o anchamente ovadas, raramente ± circular, 4,5-25 x 3-16 mm, aguda a retusa en el ápice, redondeada a cuneada  en la base; pecíolo de 1,5-7 mm de largo, pubescente. La inflorescencia masculina axilar, cimosa, pubescente; pedúnculo de 0-2 mm de largo; pedicelos 3,5-5 mm de largo. Las flores masculinas: con sépalos ligeramente desiguales, 2.5 hasta 3.5 x 2.1 mm, ovadas a elípticas, agudas, pubescentes exterior; corola 7,5-10 mm de largo, 5 lóbulos, convirtiéndose 5-partido, con el tubo de 5,5-6 mm de largo; estambres ± iguales; filamentos de 4-4.5 mm de largo, peludas y articuladas en la base. Inflorescencias femeninas  axilares, en cima solitaria; pedúnculo 0-2,5 mm de largo; pedicelos 2,5-5 (-7) mm de largo. Las flores femeninas: sépalos ligeramente desiguales, 3 exterior ampliamente elípticas, de 5-6 x 3,5-5, 2 interior elípticas a espatuladas, 5,5 x 2,5 mm; corola 6-7,5 mm de largo, tubo de 3-4 mm; ovario glabro; estilos de 2-4 mm de largo. El furto es una cápsula, glabra, con semillas (joven) de color marrón, de 2 x 2 mm.

## Taxonomía
Cladostigma dioicum fue descrita por Ludwig Adolph Timotheus Radlkofer y publicado en Abhandlungen herausgegeben vom Naturwissenschaftlichen Vereins zu Bremen 8: 412. 1883.